# State Sports Centre
State Sports Centre, är en inomhusarena i Sydney, Australien. Den var huvudarena för turneringarna i bordtennis och taekwondo under olympiska sommarspelen 2000. Totalt finns det 3 854 fasta platser i arenan och ytterligare 1 152 platser som går att lägga till vid större arrangemang.
Förutom att ha varit en av arenorna under de olympiska sommarspelen 2000, så har arenan främst använts som hemmaarena av olika lag inom basket och netball.